# Невесинє
Невесинє (босн. і хорв. Nevesinje, серб. Невесиње) — місто на південному сході Боснії і Герцеговини, на території Республіки Сербської, центр однойменної громади в регіоні Требинє. 

## Історія
У літописах монастиря Печського патріархату Невесинє згадується 1219 року, що є найранішою появою цієї назви у збережених історичних джерелах. Із 1303 по 1306 рік жупою Невесинє володів сербський князь Стефан Костянтин.
До кінця XV століття район Невесинє був під владою різних середньовічних володарів. Найвизначнішим правителем Невесинє з цього періоду був Стефан Вукчич Косача, відомий як «Герцег Стефан». На честь нього було названо весь край Герцеговина. У XV ст. його землі були під постійною загрозою турецьких сил, що насувалися. У першій чверті XV ст. (1422 р.) Невесинє, як і вся Герцеговина, поступово ввійшли в Турецьку імперію.
У добу турецького панування Невесинє переважно входило до Боснійського еялету і було місцем перебування каді. З початком повстання у Герцеговині 1875—1878 рр., коли місцеві серби повстали проти турецьких податківців, саме з Невесинє розгорілася Велика східна криза. Повстання незабаром поширилося на решту Герцеговини і на вілаєт Боснію та інші частини Османської імперії.

## Населення
Чисельність і національний склад на підставі останніх переписів:
| Невесинє            |                |                |                |                |
| рік перепису        | 2013           | 1991           | 1981           | 1971           |
| серби               | невідомо       | 3.247 (79,81%) | 2.622 (72,73%) | 2.268 (74,23%) |
| босняки             | невідомо       | 634 (15,58%)   | 593 (16,44%)   | 642 (21,01%)   |
| хорвати             | невідомо       | 39 (0,95%)     | 59 (1,63%)     | 91 (2,97%)     |
| югослави            | невідомо       | 104 (2,55%)    | 304 (8,43%)    | 25 (0,81%)     |
| інші та невизначені | невідомо       | 44 (1,08%)     | 27 (0,74%)     | 29 (0,94%)     |
| усього              | 5 464 (100,0%) | 4 068 (100,0%) | 3 605 (100,0%) | 3 055 (100,0%) |